# Léon Bourgeois
Léon Victor Auguste Bourgeois (Parigi, 21 maggio 1851 – Parigi, 29 settembre 1925) è stato un politico francese, Premio Nobel per la pace nel 1920.
Esponente del Partito radical-socialista, giurista e teorico del riformismo sociale di ispirazione solidaristica, è stato il Presidente del Consiglio dei ministri della Francia dal 1 novembre 1895 al 29 aprile 1896. Successivamente ha ricoperto più volte il ruolo di ministro, è stato Presidente della Camera dei deputati dal 1902 al 1904 e Presidente del Senato dal 1920 al 1923. 
Nel 1919 fu delegato francese alla neonata Società delle Nazioni e per la sua opera all'interno della stessa gli fu conferito nel 1920 il Premio Nobel per la pace. 
Massone, fu membro della loggia di Reims Sincérité.
Tra le sue opere: Solidarité (1896), La politique de la prévoyance sociale (1914-19), L'oeuvre de la Société des Nations, 1920-23 (1923).